# Diego José Abad
Diego José Abad y Sánchez (Hacienda de Buenavista, Jiquilpan,1 de junio de 1727-Bolonia, 30 de septiembre de 1779), fue un teólogo, poeta y escritor novohispano.

## Biografía
Hijo del español peninsular Pedro Abad y de la jiquilpense Teresa Sánchez, estudió filosofía en el Colegio de San Ildefonso en la Ciudad de México. A edad temprana ingresó en la Compañía de Jesús el 24 de julio de 1741.
Fue director del Colegio de Querétaro, y cuando los jesuitas fueron expulsados del país en 1767 se exilió en Italia, estableciéndose en Ferrara. Dejó algunos anotaciones de ciencias exactas, tradujo algunas églogas de Virgilio, en italiano escribió el Tratado del conocimiento de Dios. Después de su muerte se publicó la edición definitiva de su más divulgada obra, De Deo deoque homine heroica, singular recopilación teológica en latín escrita en verso.

## Obra poética
Poeta y amante de la sabiduría, intelectual, maestro reformador de la enseñanza filosófica, entre otras prendas y virtudes, desenvolvió sus días y sus horas en el siglo XVIII novohispano. El jiquilpense Abad actuó con el grupo "pleni-ilustrado" de Alegre, Campoy, Clavijero y otros. Desterrado a Europa en 1767, dejó en sus trabajos el testimonio de "amor entrañable a la patria, pleno de sentimiento, nostalgia y aun alguna tristeza."
En la tarea "operosa de dedicación infatigable", como en la de todos sus compañeros de infortunio, nuestro Diego José Abad mostró su acendrado mexicanismo, un rasgo inconfundible en ellos; criollos sí, y algunos como Clavijero o el propio Abad, hijos inmediatos de peninsulares hispanos, pero no se sentían ya españoles sino mexicanos, por derecho de cultura, "y así lo proclaman con noble orgullo en la portada de sus obras".
Su antecedente familiar paterno sería Pedro Abad García quien hacia 1722 salió del Viejo Mundo. Prófugo de la crisis agrícola castellana y atraído por la América, venía de los reinos de Castilla, del arzobispado de Burgos, donde había nacido en los albores de la centuria XVIII, en la villa de Quintana. Tras de sí dejaba a sus padres Pedro y María para no volver.
Arribó a la Nueva España "en la segunda flota del General Serrano". Entró por Veracruz, y vía México pasó pronto a San Francisco Xiquilpan donde trabajó bajo su paisano Diego Sánchez Morcillo o Alcaraz, comerciante establecido en Jiquilpan, provincia de Michoacán.
Pedro Abad sirvió algunos años de cajero, "administrando caudal ajeno y obligado a diferentes correspondencias", en la tienda y comercio del capitán Diego Sánchez. Tienda miscelánea donde se traficaba chocolate, papel, géneros, cobijones de algodón y de lana, mantas de villalta, sayal, frazadas, balleta acambareña, revesillo de añil, manteca, sal, cera, velas, jabón, dulce, queso, tabaco, "zapatos de media caña", sombreros de lana, etc.
Don Diego Sánchez, uno de los principales vecinos y mercaderes de San Francisco Xiquilpan, desempeñó el cargo de comisario de la Santa Hermandad en el asunto de policía y buen gobierno de la región e igualmente participó como diputado y mayordomo en la cofradía lugareña del Santísimo Sacramento que, fundada en 1680, detentaba tierras en las cercanías, muebles y dinero.
Pedro Abad casó a principios de 1726 con Teresa Sánchez de Alcaraz, originaria y vecina de Xiquilpan e hija legítima de D. Diego Sánchez de Alcaraz y de Da. Mariana Ruiz de Mendoza y Guerrero.
Los Abad y Sánchez, con la dote de cuatro mil doscientos sesenta pesos, cuatro reales en el matrimonio y un modesto pie de hogar en el pueblo, contarían con el apoyo de don Diego, quien como mayordomo de la cofradía "sentó por hermano y cofrade de la Cofradía del Santísimo Sacramento [a] Dn. Pedro Abad García" el 19 de julio de 1726, entregada su limosna reglamentaria de dos pesos; además el señor Abad arrendó el potrero de "Nuestro Amo", propiedad de la cofradía, a dos leguas de Jiquilpan, al suroeste tirando para el rancho de la Animas, en pago de 30 módicos pesos anuales. Negocio redondo que le permitió rentar primero y, posteriormente comprar, gracias a la dote matrimonial, los ahorros e hipotecas, la hacienda de San Antonio Buenavista en cuatro mil novecientos pesos al jalisciense Quiterio Álvarez del Castillo.
La hacienda ubicada a cinco leguas al poniente del pueblo, en el Valle de Mazamitla, a un costado del latifundio de Guaracha, la recibió el dueño "sin cercos, casas competentes ni oficinas"; con una extensión de tres sitios de ganado mayor, sitio y medio de ganado menor y tres caballerías "de pan llevar"; mismas tierras que después de algún tiempo fueron cercadas y "beneficiadas para siembras de trigo, maíces, garbanzos y demás semillas con riego, y aperos necesarios"; pobladas con ganados y caballada, a más de tener "casas y oficinas competentes", un tanque o presa y una tenería.
Finca rústica "grande y espaciosa" a los ojos de los nuevos ocupantes; mediana empresa agrícola con sirvientes de planta y eventuales, arrendatarios y "arrimados". Con todo, Buenavista alguna vez llegó a pagar religiosamente de diezmo a la Iglesia cincuenta fanegas de maíz, una de frijol, cuatro cargas de trigo, diez becerros, ocho potros, seis arrobas de queso y un cerdo; quiere decir, el equivalente a la décima parte de la producción en una temporada regular.

Para entonces ya había nacido el número uno de los seis hijos. Diego José, el primogénito, vio la luz en las calendas de junio, el día primero, de 1727 en Jiquilpan, dentro de los límites del obispado michoacano. Acontecimiento recordado en versos por el protagonista años después, en el exilio:
				¿O quién la arrulladora
				cuna, que en llanto mojaría más tarde,
				escogió, y de su patria la bandera;
				y pudo con su ciencia sabedora
				aun los padres fijar de que naciera, 
				y su índole y figura
				a su gusto forjar, o su estructura?

				(Canto X)
A él siguieron José, Pedro Víctores, Plácida Josefa, María Josefa y Tomás, el benjamín. Por cierto que Dieguito (Diego por el abuelo que no alcanzó a conocer al nieto y José por el santo tutelar devoto de los criollos jiquilpenses) daría sus primeros pasos en la casa solariega de los Sánchez Alcaraz, de la abuela Mariana Ruiz de Mendoza y Guerrero o Quintero, recién viuda, ya que ésta arrancó a la criatura de los brazos maternos, "pues colocados ya hacía tiempo sus hijos e hijas con el decoro que convenía, deseaba tener un consuelo para su soledad en el cuidado de su adorado nieto".
De ella --dice uno de sus biógrafos-- recibió Abad "aquella educación liberalísima, indulgente y generosa" en la que "los niños, se acostumbrarían a tender hacia cosas más altas y a pensar con magnanimidad". Sin embargo, una tacha resultó de tales mimos y chiqueos --y que él más tarde con frecuencia lamentaría, "mas siempre con grato afecto hacia su abuela"--: no se enseñó "en la escuela del sufrimiento" ni templó su carácter como debería para enfrentar adversidades.

Pasaron los años, y al contar siete, en 1734, el jefe de la familia Abad rescató al hijo que la abue doña Mariana estaba consintiendo mucho y le llevó a la hacienda de Buenavista, en los confines civiles de Jalisco, la nueva sede abadiana, para que aprendiera las primeras letras con sus hermanos. En vista de que eran escasos y de poco talento los preceptores en la comarca, el exigente padre trajo unos mejores de Guadalajara, más a la mano, y les confió la instrucción de los primeros retoños.
			Con grande arte mis dedos industriosos
			pliego y aplico en usos singulares;
			con tres de ellos ahora
			pluma sosteniendo 
			trazo ingeniosos signos a millares...

			(Canto V)
Aprendidos los comienzos de la gramática, don Pedro creyó conveniente buscar otros horizontes para los dos pupilos mayores, a quienes de pasada quiso alejar "de los mimosos brazos de la madre y caricias de los parientes"; de tal manera que, echando mano de las arcas familiares, mandó el par a la Ciudad de México, donde "florecían los estudios de las letras y de las ciencias".
Diego José, quien contó "entre los singulares beneficios, este empeño y ahíco de su padre", partió plaza, seguido de José, en la temporada de 1739. Ambos ingresaron al Colegio Máximo de San Pedro y San Pablo atendido por las huestes disciplinadas de San Ignacio de Loyola. En cuanto al mayor, se sabe que terminó "lo que le faltaba de la gramática, así como el curso de poesía y retórica". Es más, este alumno machetero empezó a estudiar filosofía aún no cumplidos los doce años y aprendió muy bien, "con suma alabanza" de sus maestros.
A estas alturas el padre de ellos, relacionado con gente de la Iglesia, administraba en la comarca unos ranchos de los jesuitas. De ahí que este fuera otro factor si no decisivo sí influyente para que a los catorce años, el 24 de julio, Diego entrara a las filas de la Compañía de Jesús, en las que militaba desde hacía ocho años su paisano Francisco Javier Anaya. En su propio curriculum vitae podemos leer; "En el año de 1741(mil setecientos cuarenta y uno) entró en la Compañía en la Provincia de México y después de su Noviciado en Tepotzotlán fue a repasar la filosofía a San Ildefonso de Puebla".
Acerca de José, el hermano, se tienen menos noticias fuera de su estancia colegial en el Máximo de San Pedro. Encaminado también en el mundo conocido de la iglesia, Pepe escogió para sí el familiar hábito de San Francisco y el nombre de José Abad de Jesús María, en la provincia del Santo Evangelio de México.